# 幸存者
《幸存者》（英語：Survivor），香港译《生还者》，中国大陆譯《幸存者》，臺灣於第一、二季在Much TV台播映時翻譯為《我要活下去》，是一个遍布在世界许多国家进行的电视真人秀节目。在这个节目中，参与者被限定在一个特定的环境下依靠有限的工具维持生存，并参与竞赛，最终胜出者将赢得100万美元的奖金。《幸存者》参照了一个瑞典成功的电视节目《鲁宾逊探险》。但因为《幸存者》的成功直接产生了一系列类似电视节目，所以一般认为，《幸存者》是此类电视节目的开山之作。

## 游戏内容
以下的說明基于美国版《幸存者》，大体规则被应用于各个国际版本中。

### 部族和豁免权
16到20个不等的部族成员被限定在一个与世隔绝的自然区域内，分成人数相等的两个部族，互相竞争进行豁免赛和奖励赛。根据主持人的描述，虽然16人（分为两个部落）是游戏最原始的人员配置（这种配置使得各部落选手性别更加容易调配，观众因为较少的人数更易记住各个参赛者）但是部分18到20人的季度给选手退赛事留下的空档提供了填补空间。参赛者只能获得最低限度的工具保证生存，这些工具包括了砍刀，盆和水罐。各个部落用自然材料与挑战赛中获得的奖励材料来搭建最基本的居所，避免当地动植物与自然灾害。一些季度中各个部落在游戏开始时会获得最基本的食物（如：大米）。早期的季度每位选手允许随身携带一件奢侈品，与此相对的是一些季度无预兆的开始游戏，使得参赛者除了随身衣物与工具外只能自食其力。出于安全考虑，主办方会提供给参赛者跑鞋。
每个部落有一个部落名，名字的语源来自当季举办地的语言，同时也有一个代表色，这个颜色用在部落旗帜，挑战赛关卡，后期剪辑时的文字与各种其他物品。每位选手在游戏开始时获得一块印有当季标志的头巾，为了观众易于识别各部落，选手必须将其穿着。发生部落变动时，部落改变的参赛者将旧头巾换为带有新部落代表色的新头巾。
比赛包括耐力、解决问题、团队合作、灵活性及意志力等多方面的较量。在豁免赛中失利的一队将召开部族会议，部族成员进行投票，票数最多者被淘汰出局。在许多集里，也同时设有一个奖励赛，获胜的部族将赢得一些珍贵的奖品，如毯子、香料或燧石等。当兩部族成員總數只剩下8～10个人时，两个部族将重新合并。从此刻开始，所有的比赛将只有一个胜利者，奖励也只给与这一个人，但有些时候，这个人可以选择另外一个或多个部族成员共同分享奖励。

### 部族会议
部族会议在每一集结尾举行，失利部族进行投票将一个部族成员淘汰出局。投票前，主持人杰夫将提问这些部族成员，经常会有一些在先前部族会议中相互投票的细节被揭发出来。随后，部族成员秘密投票，得票最多的人被淘汰。杰夫将熄灭他的火炬，然后宣布“这是部族的决定。”这个淘汰者将离开部族会议的区域，伴随本集的结尾字幕，进行简短的离别发言。
当投票结果出现平局时，以下解决方式曾经被使用。
- 重新进行先前豁免赛的游戏，失败者将被淘汰。
- 在先前所有部族会议中得票最多的人将被淘汰。
- 在先前所有部族会议中得票数量相同的人，将由一个突然死亡赛来角逐最后的胜负。
- 没有豁免权的部族成员从袋子中选取石头，拿到紫色石头的人被淘汰。

### 游戏结束
除最后9人之外的先前被淘汰的选手一起离开这个游戏。剩余9人中，继续被淘汰的选手将留在第三地形成一个陪审团。在最后一集，最后4个选手一起进行先前所有豁免赛曾经进行的游戏，然后又有一个部族成员被淘汰出局。剩余的部族成员将返回营地，在去最后一场耐力赛的路上，一起回顾先前所有被淘汰的部组成员的一个个片段。赢得这场耐力赛的人再淘汰一名部族成员，然后最后2人因此产生，并回到营地度过游戏的最后一晚。在最终的部族会议中，9名陪审员对最终的2人进行投票，投票结果将被密封，并在最后一场大结局中公布，百万美元大奖的得主也由此产生。

### 奖金
根据在比赛中坚持的时间的长短，每个部族成员都能够得到一定的薪金。在全明星赛中，奖金已经公开：第二名25万美元；第三名12.5万美元；第四名10万美元。在那些参与人数多于16人的季中奖金都没有公开。另外，百万美元的赢家也赢得一辆和一场汽车奖励赛奖品相同的汽车。所有的玩家在最后的大团圆里也能获得1万美元的出场费。

## 游戏规则
（在不同的国家版本的游戏中，规则可能会所不同）
- 合谋分享得胜奖金的将被立即逐出游戏。
- 除了特殊安排的摔跤或有限度的格斗外，任何部族成员在比赛中使用身体暴力将被逐出游戏。
- 在部族会议中，部族成员不允许对自己进行投票，也不允许破坏他们的投票或拒绝投票。所有投票人必须在投票点的摄像机前公开他们的选票。
- 部族成员在被淘汰之前必须出席应当参加的部族会议，也必须参加所有的豁免赛和奖励赛。
- 当一个部族的人数超过另一个部族时，人数较多的部族必须指定部分部组成员旁观以使部族间的竞赛始终保持人数相等。这个规则仅在幸存者: 澳大利亚内陆曾经被打破，因为当时主持人杰夫认为人数的多少对赢得比赛没有任何直接的影响。从幸存者: 非洲开始，规则明确规定，在前面没有参加奖励赛的人必须参加随后的豁免赛。但在Survivor: Palau第七和第八集中，由于当时Koror部族有8个人，而Ulong部族仅有3个人（第八集仅有2人），这使得Koror部族的部分成员在连续的奖励赛和豁免赛中不得不一直袖手旁观。
- 如果不是比赛要求，部族成员不能搜索或访问另一个部族的营地，也不能访问电视工作人员的驻地，但是以往的比赛中曾经有过两个例外：
  - 在第2季澳大利亚内陆，当 Michael Skupin受伤后，他被带到一个成品帐篷中等待急救直升机的到来。
  - 在第11季危地马拉季，Yaxha部族的成员访问了Nakum部族并邀请Nakum部族回访了他们的营地来参加一个部组成员的生日宴会。没有任何迹象能够证明，规则已经改变还是这只是一次偶然事件，但是也可能因为Yaxha和Nakum都未进入对方宿地，所以严格地讲，这并不算违反此规则。
- 在不同的国家进行比赛时，某些特定的动物和植物受到保护。

## 节目历史
幸存者节目的创意人，尽管在节目中显示为Charlie Parsons，但实际上，真正的构思者应该为Bob Geldof的行星24电视公司。这个公司起初想利用这个创意吸引美国和英国的几个大的广播公司，但没有成功，最终只能卖给了瑞典的Strix电视公司，继而诞生了在瑞典取得巨大成功的鲁宾逊探险（源自鲁滨逊漂流记）。
2000年，本节目的首播在美国取得了巨大的成功，与此同时美国广播公司另一同类节目百万富翁也在黄金时间热播，一时间，真人秀节目给电视网络的情景喜剧和传统连续剧节目带来了巨大的冲击。甚至，在此之前，由于饱受"谁想嫁给百万富翁"节目丑闻的困扰，已经宣布永不播出真人秀节目的福克斯广播公司也打破了他的誓言，启动了该公司类似的节目。2001年冬春之交，幸存者的第二季开播，收视率再进一步，虽然但随后的几季中，幸存者的收视率略有下降，但他始终保有着一大批忠实的观众。
2002年，英国版幸存者、澳大利亚版幸存者也相继开播，但他们的收视率都不尽人意，尤其是英国版幸存者，尽管它的收视率远远低于制作人英国独立电视台的预测，但它仍旧赢得了600万到800万的忠实观众，这也促使了下一年第二季幸存者的继续。一个分为四部分进行的日本版幸存者，也取得了一些成功。美国版幸存者的版权已经卖给了许多广播公司，全世界许多国家都有类似的节目。

## 1区DVD发布
剪辑发布
| DVD 名称         | 发布日期      |
| ---------------- | ------------- |
| 第一季: 精彩片段 | 2001年1月1日  |
| 第一季: 精彩片段 | 2001年9月25日 |

整季发布
| DVD 名称 | 发布日期      |
| -------- | ------------- |
| 第一季   | 2004年5月11日 |
| 第二季   | 2005年4月26日 |
| 第七季   | 2006年2月7日  |
| 第八季   | 2007年9月14日 |

## 争议和诉讼
在每一季中，部族成员间的争论都司空见惯，但《幸存者》播出至今，只有很少几次超出游戏规则本身。
- 在2001年2月，Borneo队的部族成员Stacey Stillman指责制作者授意她的队伍中的另两名队员Sean Kenniff和Dirk Been投票让她出局，保存Rudy Boesch，干扰游戏的进行。同时，Dirk Been证实了她的说法，Stacey Stillman提出500万美元的赔偿条件。最终，此事在法庭外私了。
- 在第三十九季，參賽者Dan因非禮工作人員而被大會驅逐出比賽。

## 英国版幸存者
幸存者（英国版）于2001年在英国首播。形式与美国版幸存者相似，由英国独立电视台摄制。16个参与者被放到Pulau Tiga岛上，被分成两个部落。他们在游戏中进行竞赛并相互算计对方。Charlotte Hobrough最终赢得了第一季。尽管制作者大力宣传，但这一季的成绩不佳，而且饱受新闻媒体的挑剔。
尽管第一季成绩不佳，但英国独立电视台还是继续进行了第二季的制作，在这一季，制作人由原来的Mark Austin和John Leslie换成了4频道的板球节目制作人Mark Nicholas，游戏参与人数也由原来的16人减为12人。这一季在巴拿马的Bocas Del Toro地区进行，而没有在珍珠岛进行，最后Jonny Gibb赢得了这一季的冠军。但此季的收视率仍旧很低，英国独立电视台不得不取消了这个节目。

## 幸存者: 大事记
| Date                  | Event |
| --------------------- | --- |
| 1994年-1995年         | 英国制片人 Charlie Parsons 构思了幸存者的创意，但没有电视公司愿意接手。                                  |
| 1995年                | Mark Burnett 第一次提出了幸存者的完整构思。                                                              |
| 1996年                | 瑞典获得了幸存者的版权。                                                                                 |
| 1997年夏              | 瑞典的鲁滨逊探险节目第一部由Strix电视制作公司开拍。                                                      |
| 1997年秋              | 瑞典的鲁滨逊探险第一步开播并取得轰动。                                                                   |
| 未知                  | John de Mol买到了幸存者的版权，但却创作了节目老大哥。                                                    |
| 1998年                | Mark Burnett买到了幸存者美国版权。                                                                       |
| 1999年夏              | Mark Burnett的幸存者节目计划被NBC, ABC, CBS和UPN先后拒绝。他在CBS得到了机会,Les Moonves购买了其计划。    |
| 1999年夏              | Mark Burnett前往婆罗洲为幸存者节目考察场地。                                                             |
| 2000年3月13日-4月20日 | 幸存者婆罗洲拍摄。                                                                                       |
| 2000年5月31日-8月23日 | 幸存者婆罗洲 公映。                                                                                      |
| 2000年8月23日         | 幸存者婆罗洲大结局公映。                                                                                 |
| 2008年                | 幸存者：加蓬-地球最后伊甸园：第十七季，位于非洲中部西海岸，获胜者Bob是有史以来最大年龄的winner（57岁）。 |